# Dieter Porsche
Dieter Porsche (* 6. März 1955 in Tübingen) ist ein deutscher Höhenbergsteiger, Amateurfotograf und Vortragsreferent sowie Buchautor.
Mit ungefähr 30 Jahren begann Dieter Porsche das Bergsteigen. Er hat seit seiner ersten Expedition 1988 zum Spantik an über zwanzig Expeditionen in den Karakorum und Himalaya teilgenommen und dabei bis 2009 acht Achttausender bestiegen.
Dieter Porsche ist seit 2006 aktives Mitglied im Verbandsrat des Deutschen Alpenvereins.

## Rekord in den Anden
Am 12. Januar 1992 stellt Dieter Porsche am Aconcagua (6961 m) in Argentinien, dem höchsten Berg in den Anden und Südamerikas, mit 5:45 Stunden einen Rekord in der Zeit zur Besteigung des Gipfels ab Basislager auf. Am folgenden Tag konnte er die Zeit laut eigenen Angaben nochmals auf 5:15 Stunden verbessern.

## Fotografieren
Als Fotojournalist dokumentiert Dieter Porsche seine Expeditionen ausführlich. Dazu benutzt er, für das Höhenbergsteigen eher ungewöhnlich, eine umfangreiche Fotoausrüstung. So entstand von drei Expeditionen im Himalaya der Bildband Mount Everest – Nanga Parbat – Dhaulagiri mit über 400, teils großformatigen Fotografien, der 2009 erschienen ist.
Seine Erlebnisse 2003 am Dhaulagiri (8167 m) verarbeitet der Autor auch textlich im Band Der weiße Berg, der ebenfalls 2009 im Verlag Pietsch erschienen ist. Auf seiner Webseite www.alpin-extrem.de veröffentlicht Porsche eine Reihe Tagebucheinträge, Fotografien und Erzählungen über seine alpinistischen Aktivitäten in den Gebirgen Deutschlands, Europas und der Welt.

## Publikationen
- Der versteckte Achttausender – Triumph und Tragödie am Hidden Peak. Pietsch, Stuttgart 2010, ISBN 978-3-613-50630-5.
- Mount Everest – Nanga Parbat – Dhaulagiri. Pietsch, Stuttgart 2009, ISBN 978-3-613-50611-4.
- Der Weiße Berg – Überlebenskampf am Dhaulagiri. Pietsch, Stuttgart 2009, ISBN 978-3-613-50610-7.